# Thalia (muză)

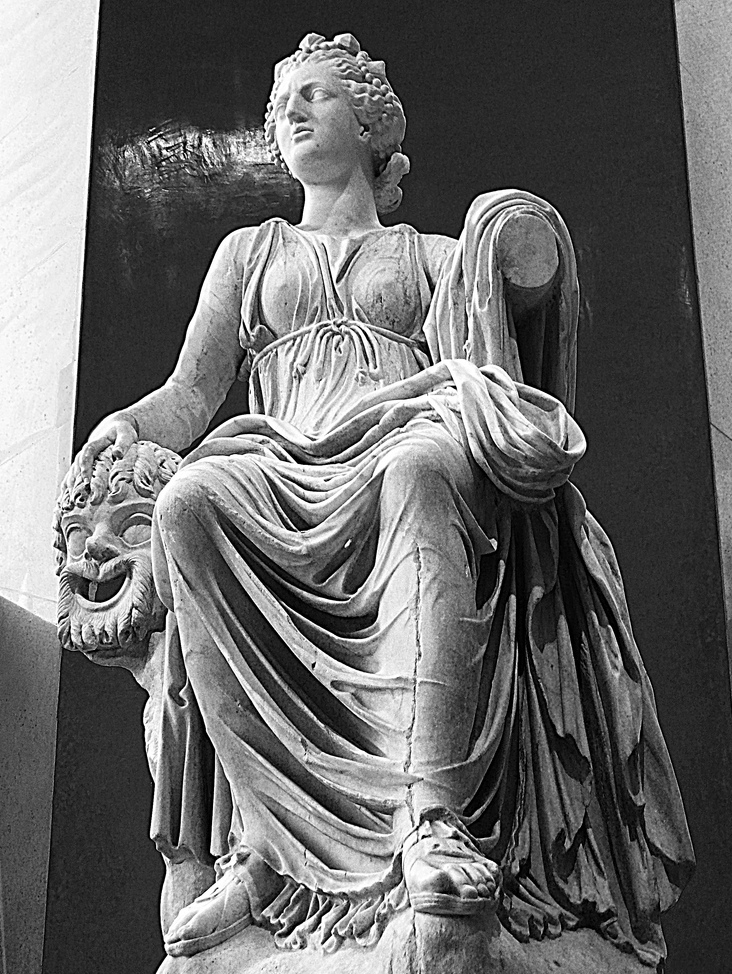
Statuie romană a Thaliei din Vila lui Hadrian, astăzi la Muzeul Prado (Madrid)

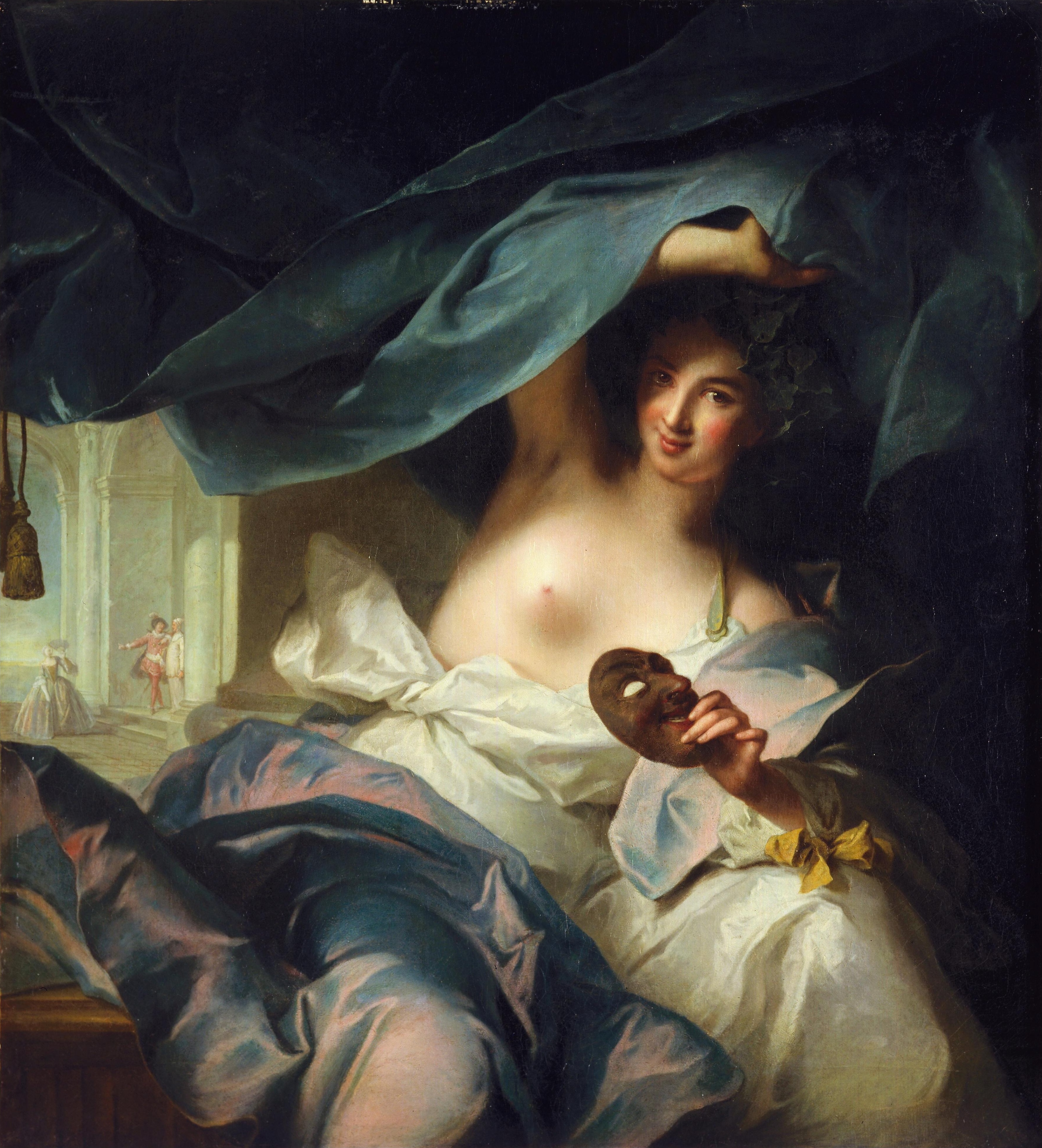
Muză comediei și poeziei idilice, pictură de Jean-Marc Nattier, 1739

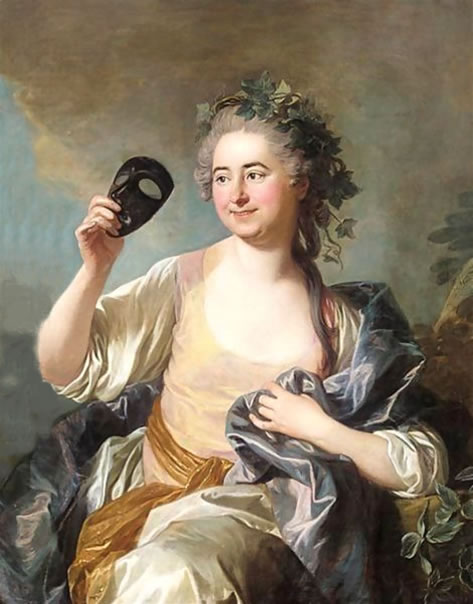
Thalia, muză a comediei, de Louis-Michel van Loo.

Thalia (în greacă veche Θάλεια, Θαλία; „cea veselă, cea înfloritoare”, din greacă veche θάλλειν, thállein; „a înflori, a fi înverzit”), ortografiat și Thaleia, este muza comediei și a poeziei idilice. Numele ei înseamnă, în acest context, „cea înfloritoare”, datorită laudelor aduse permanent în cântecele închinate ei. Ea era fiica lui Zeus și a lui Mnemosyne, fiind cea de-a opta născută dintre cele nouă muze.

## Mitologie
Thalia este în mitologia greacă una dintre cele nouă muze. Celelalte opt muze sunt: Calliope, Clio, Erato, Euterpe, Melpomene, Polyhymnia, Terpsichore și Urania. Thalia este muza comediei. 
Potrivit lui pseudo-Apollodorus, ea și Apollo au fost părinții coribanților. Alte surse antice, cu toate acestea, atribuie coribanților părinți diferiți.
Thalia este menționată de Hesiod, Pindar, Apollodor și Pausanias. Ea a fost reprezentată ca o femeie tânără, cu un aer vesel, încununată cu iederă, ținând o mască comică în mână. Multe dintre statuile ei conțin, de asemenea, o goarnă și o trompetă (ambele folosite pentru a sprijini vocile actorilor din comedia antică) sau ocazional un toiag de păstor și o cunună de iederă.